# چون چیل-سونگ
چون چیل-سونگ (انگلیسی: Chun Chil-sung؛ زادهٔ ۷ ژوئیهٔ ۱۹۶۱) بوکسور اهل کره جنوبی است.